# Kesseleikerbroek
Het Kesseleikerbroek is een natuurgebied ten noordwesten van Kessel-Eik.
Het is een vochtig gebied dat zich bevindt tussen de Heldense Bossen en het Afwateringskanaal Meijel-Neer aan de Maas. Er zijn bossen, weilanden en vochtige delen.
Het afwisselende gebied, dat rijk is aan vogels en paddenstoelen, is goed toegankelijk voor wandelaars en fietsers.